# رود سو
روز سو رودی است به River Avon می‌ریزد. این رود از کشور بریتانیا می‌گذرد.